# 中院通冬
中院 通冬（なかのいん みちふゆ）は、鎌倉時代後期から南北朝時代にかけての公卿。内大臣・中院通顕の子。官位は従一位・大納言。故実に通暁して源氏長者に補されたが、南朝伺候が原因で任槐せず大納言で終わった。『中院一品記』の記主。

## 経歴
正和5年（1316年）1月に2歳で叙爵。その後侍従･左近衛中将を経て、嘉暦4年（1329年）1月従三位に叙されて公卿に列した。元徳2年（1330年）2月参議、元弘元年（1331年）1月正三位に叙される。同年光厳天皇が践祚すると、左衛門督･検非違使別当に補され、元弘2年（1332年）3月権中納言に昇ったが、正慶2年/元弘3年（1333年）5月後醍醐天皇の復辟に伴って参議に復し、左衛門督･使別当を停任。建武3年/延元元年（1336年）8月光明天皇の践祚によって参議を辞し、次いで暦応元年/延元3年（1338年）7月建武政権下で収公されていた上野国の知行権を回復し、9月権中納言へ還任した。暦応2年/延元4年（1339年）2月左衛門督を兼ね、12月淳和院別当となる。さらに暦応3年/興国元年（1340年）4月従二位に進み、7月奨学院別当を兼ねたので源氏長者宣下を蒙っている。同年12月春日神木の入洛によって朝儀が停滞したため、源氏の通冬は権大納言に任じられ、上卿として公事を主催するよう要請された。康永元年/興国3年（1342年）1月正二位に昇叙され、3月久我長通の辞職により、再び奨学院別当･源氏長者を兼務。貞和元年/興国6年（1345年）1月洞院公賢に申請して三度源氏長者宣下を蒙り、貞和5年/正平4年（1349年）9月大納言に転正した。
しかし、正平6年（1351年）12月正平一統をきっかけに南朝の賀名生へ参候する。正平7年（1352年）1月南朝より従二位･権中納言に叙任され、2月崇光上皇の院別当に補された。北朝の要職にある通冬が南朝に移った事情はなお明らかでないが、南朝公卿として仕えた8年間で、正二位・大納言に至り、さらに右近衛大将を兼ねている。延文4年/正平14年（1359年）10月関東執事畠山国清が南征のために東国軍を率いて上洛を始めると、これを聞いて狼狽したのか、再び京都に帰参して幕府より出仕免状を取得。ただし、本領安堵は儘ならず、辛うじて後光厳天皇から加賀国額田庄などの安堵を受けるに止まっている。康安元年/正平16年（1361年）3月本座を許されたが、翌年（1362年）秋より病がちとなり、貞治2年/正平18年（1363年）閏1月24日亥刻に千本の宿所で薨去した。享年49。晩年には任槐（大臣に任じられること）を所望していたにもかかわらず、南朝へ参候したという理由のみで勅許が得られないまま、失意のうちの他界となった。翌日閏1月25日に従一位が宣下されたが、これを没後贈位ではなく生前叙位の扱いとする都合上、『公卿補任』『諸家伝』などの補任史料では時系列を入れ替えて、従一位叙位を24日に、薨去を25日に置いている。
日記『中院一品記』（又名『按察大納言記』）は、北朝初期の公家社会や寺社・武家の情勢を伝える好史料であり、東大史料編纂所と内閣文庫には自筆原本が所蔵される。原本には光厳天皇宸筆書状を始め、記事に関連する文書の原本が紙背文書として用いられており、そちらも貴重な史料である。

## 系譜
- 父：中院通顕（1291-1343）
- 母：白拍子明一（?-1334）
- 妻：少将内侍（?-1352） - 父不詳
  - 男子：中院通氏（1348-1395）
- 生母不明の子女
  - 男子：中院通敏（?-?）
- 猶子
  - 男子：禅守（?-?） - 花町宮邦省親王の王子